# Juilly (Côte-d’Or)
Juilly település Franciaországban, Côte-d’Or megyében. Lakosainak száma 41 fő (2022. január 1.). Juilly Massingy-lès-Semur, Pouillenay, Saint-Euphrône, Souhey és Villars-et-Villenotte községekkel határos.

## Népesség
A település népességének változása:
| Lakosok száma | 52   | 49   | 49   | 51   | 40   | 45   | 47   | 42   | 39   | 41   |
|               | 1968 | 1982 | 1990 | 2006 | 2013 | 2015 | 2017 | 2019 | 2020 | 2022 |